# André Six
Pour les articles homonymes, voir Six (homonymie).
André Six, né le 15 juillet 1889 à Sequedin et mort le 5 avril 1915 à Chelles, est un nageur français. Appelé sous les drapeaux au début de la Première Guerre mondiale, André Six meurt accidentellement à 35 ans au fort de Chelles.

## Palmarès
André Six remporte la médaille d'argent aux Jeux olympiques d'été de 1900 en nage sous l'eau 60 m, devancé par son camarade du club des Tritons Lillois Charles Devendeville.